# Strychnos memecyloides
Strychnos memecyloides là một loài thực vật có hoa trong họ Mã tiền. Loài này được S. Moore miêu tả khoa học đầu tiên năm 1913.